# Grote Kerk (De Rijp)
De Grote Kerk is een Nederlands Hervormde Kerk in het dorp De Rijp in de provincie Noord-Holland.

## Geschiedenis
De laatgotische kerk werd gebouwd in de periode 1529 tot 1538. Het schip van de kerk was in 1529 gereed. Enkele jaren later werd de kerk uitgebreid met een dwarspand en een vijfzijdig gesloten koor. Bij de dorpsbrand van 1654 ging de kerk grotendeels in vlammen op. De kerk werd daarna herbouwd. Als laatste onderdeel werd in 1661 de westtoren gebouwd. In de toren bevinden zich twee luiklokken, die zijn gegoten door klokkengieter Antoni Wilkes.
In de kerk bevinden zich gebrandschilderde ramen die door diverse steden werden geschonken na de brand en de herbouw van de kerk. Op een van de glazen - geschonken door Haarlem en gemaakt door Pieter Holsteyn - is de verovering van Damiate door de kruisridders afgebeeld. De preekstoel, gemaakt door Hendrick Bruno, dateert, evenals de dooptuin en de banken uit de tweede helft van de 17e eeuw. In de kerk bevinden zich ook een scheepsmodel uit 1696 en een Charitasbeeldje uit 1670. Het orgel is in 1854 gemaakt door de orgelbouwer C.G.F. Witte.
Naast de kerk staat een beeld gemaakt door Elly Baltus van de 17de-eeuwse zeeman Jan Jansz. Weltevree (in Korea Pak Yon genoemd) uit De Rijp. Hij werd in Korea gevangen genomen en bracht het tot adviseur van de keizer. Een kopie van dit beeld staat in Seoel (Zuid-Korea).